# Огульчанський Юрій Антонович
Ю́рій Анто́нович Огульча́нський (* 17 травня 1932, Київ — † 18 березня 2007, Київ) — український громадський діяч, дисидент. 2001 року за внесок в громадське життя нагороджений орденом «За заслуги» III ступеня.

## Життєпис
Батько його загинув на фронті в кінці 1943 року. Весною 1942 року його богомільна тітка привела до Київської Андріївської церкви, де він співав у хорі. З тих часів зберігав вдома подаровану єпископом Мстиславом підбірку журналів «Орленя» та паперову іконку з зображенням княгині Ольги; в тому ж часі потоваришував з Ігорем Денисенком.
По війні закінчив школу, інститут — отримав економічну освіту.
1958 року Ігор Денисенко повертається з таборів, знайомить Огульчанського з Борисом Антоненком-Давидовичем.
1979 року при обшуку КДБ у Огульчанського вилучені спогади Антоненка-Давидовича, за що Юрій зазнав переслідувань; 1990 року ці рукописи були повернуті.
В 1988—1990 роках був одним із засновників та головою «Товариства української мови», котре сприяло відродженню об'єднання «Просвіта» ім. Тараса Шевченка, зокрема, Донецьке відділення.
В січні 1990 року очолив асоціацію «Дія», котра мала антишовіністичну спрямованість.
З травня 1993 по 2002 рік — голова асоціації «За міжнаціональний мир і злагоду в Україні», з невеликими перервами очолював до кінця життя.
1998 року кандидував від виборчого блоку партій «Європейський вибір України».